# Jewel Akens
Jewel Akens (Houston (Texas), 12 september 1933 – Inglewood (Californië), 1 maart 2013) was een Amerikaanse zanger en muziekproducent. Hij had één grote hit in 1965 met The birds and the bees, dat de derde plaats bereikte op de Billboard Hot 100.
Akens zong in verschillende groepen, waaronder het duo Jewel and Eddie (Eddie Daniels), The Medallions, The Four Dots en The Turn-Arounds. Die laatste groep kreeg in 1965 het nummer The Birds and the Bees aangeboden door Era Records-baas Herb Newman.  Maar omdat de andere leden van de groep het nummer niet goed vonden, nam Akens het alleen op. Het werd een grote hit in de Verenigde Staten en ook in Europa. In Nederland werd het nummer 2 in de hitparade. Er kwam ook een "answer song" op Akens' hit: The Birds are for the Bees van The Newbeats.
Jewel Akens ging door als soloartiest maar kon het succes van The Birds and the Bees niet meer herhalen. De opvolger Georgie Porgie haalde nog wel de Hot 100 maar klom niet hoger dan nummer 68. Daarna volgden nog verschillende singles op Era Records, waaronder A Slice of the Pie, Sniff-Sniff-Poo-Pah-Pah-Doo, I've Arrived en My First Lonely Night. In 1967 bracht hij op Colgems de single Born a Loser uit,  een nummer dat hij zelf had geschreven. Geen van deze singles haalde de Hot 100.
Akens werkte ook als producent. Hij produceerde in 1970 onder meer It's A Funky Situation van Ted Taylor en was coproducent van het soul-bluesalbum Everybody Knows About My Good Thing van Little Johnny Taylor uit 1970.
Akens bleef optreden tot in de jaren 1990.
Hij overleed op 1 maart 2013 aan de complicaties van een operatie aan de rug.

## NPO Radio 2 Top 2000
| Nummer met noteringen in de NPO Radio 2 Top 2000 | '99  | '00  |
| ------------------------------------------------ | ---- | ---- |
| The birds and the bees                           | 1777 | 1910 |

1. ↑  Een vetgedrukt getal geeft de hoogste notering aan.
2. ↑  Deze tabel is bijgewerkt tot en met de laatste editie (2024).